# La Palmita, San José Iturbide
La Palmita är en ort i Mexiko.   Den ligger i kommunen San José Iturbide och delstaten Guanajuato, i den centrala delen av landet, 230 km nordväst om huvudstaden Mexico City. La Palmita ligger 2 061 meter över havet och antalet invånare är 320.
Terrängen runt La Palmita är huvudsakligen platt, men åt sydväst är den kuperad. Runt La Palmita är det ganska tätbefolkat, med 120 invånare per kvadratkilometer. Närmaste större samhälle är San José Iturbide, 8,1 km söder om La Palmita. Trakten runt La Palmita består till största delen av jordbruksmark.